# ドミトリー・ラヴリネンコ
ドミトリー・フョードロヴィチ・ラヴリネンコ(ロシア語: Дмитрий Фёдорович Лавриненко、1914年9月10日 - 1941年12月18日)は、ソヴィエト連邦の軍人。最終階級は親衛上級中尉。

## 経歴
クバーニ・コサック軍の血を引くラヴリネンコは、1914年9月10日にロシア帝国クバン州に生まれた。1938年5月にウリヤノフスク戦車学校を卒業した彼は、ソ連のポーランド侵攻やベッサラビア併合に従軍した。
1941年、ナチスドイツによる侵攻で独ソ戦が始まるとT-34/76を任されたラヴリネンコは58両ものドイツ側の戦車や自走砲を撃破し、ソ連陸軍内で最も成果を上げた戦車エースとなった。この記録はドイツによるバルバロッサ作戦展開中、T-34を受領してから彼が死亡するまでの僅か2ヵ月半でなされたものである。
1941年12月18日、ラヴリネンコはゴリュニの村を解放した。しかし直後、ドイツ軍による激しい砲撃が村に加えられた。彼はその時、村を解放した旨を第17装甲旅団の司令官に報告するため、T-34の車外に出ていた。そのため彼にドイツ軍が放った迫撃砲弾の破片が直撃し、ラヴリネンコは戦死した。
1990年5月5日、ラヴリネンコはソ連邦英雄に列せられている。
ラヴリネンコによる戦車撃破数は、同時期に活躍したドイツのミハエル・ヴィットマン(戦車138両、対戦車砲132門撃破)やオットー・カリウス(戦車150両撃破)に比べると少ない印象を持つ。しかしこれは、他の戦車エースが大戦を通して打ち立てたものに対し、ラヴリネンコは前述の通り2ヵ月半で打ち立てたものであるためである。また、連合国の兵士は他に誰一人として、この短期間にこれだけの記録を出すことができなかった。

## 叙勲
- ソ連邦英雄
- レーニン勲章